# هارون أحمد
الدكتور البروفيسور أحمد هارون بريطاني باكستاني الجنسية هو أحد ابرز العلماء في مجالات الالكترونيات الدقيقة والهندسة الكهربائية،و هو أستاذ فخري للإلكترونيات الدقيقة في مختبر كافنديش، وقسم الفيزياء في جامعة كامبريدج.

## التعليم والحياة المهنية
حصل على شهادة في الهندسة الكهربائية من كلية امبريال في عام 1958 وبعد عام كمهندس متدرب وحصل على بحوث من كلية الملك، كامبردج. حصل على درجة الدكتوراه 1963 من جامعة كامبردج.
عين عضوا في هيئة التدريس في قسم الهندسة في كامبردج في عام 1963 وعمل هناك لمدة 20 عاما قبل أن ينتقل إلى قسم الفيزياء، حيث تمت ترقيته إلى أستاذ الالكترونيات الدقيقة، وكان رئيس مركز بحوث الالكترونيات الدقيقة حتى تقاعده في عام 2003. وهو زميل سابق، مدير الدراسات في الهندسة، وماجستير في كلية كوربوس كريستي، كامبردج، وهو الآن عضو شرفي.

## البحوث والتطوير الوظيفي
نشر عدد كبير من الصحف والمجلات العلمية في البحوث الهندسية في مجال الالكترونيات الدقيقة والصغيرة جدا والتصنيع متناهي الصغر، وايون شعاع الإلكترون الطباعة الحجرية، أشباه الموصلات والإلكترون واحد من المواضيع ذات الصلة.

## وصلات خارجية
- Corpus Christi College - Haroon Ahmed